# 강산구

강산 구의 위치

강산구(한국어: 강산구, 중국어: 岡山區, 병음: Gāngshān Qū)는 중화민국 가오슝시의 구이다. 넓이는 47.9421km2이고, 인구는 2015년 8월 기준으로 97,769명이다.

## 지리
강산 구는 가오슝 현 서부에 위치하고 북쪽은 루주 구, 아롄 구, 동쪽은 옌차오 구, 톈랴오 구, 서쪽은 융안 구, 미퉈 구과 남쪽은 차오터우 구, 쯔관 구와 각각 접하고 있다. 구내는 산호초의 잔구인 다강 산(大岡山)과 샤오강 산(小岡山)를 제외하고는 평탄한 지세이며 동부는 아궁뎬 계(阿公店渓)의 수원이다. 연평균 기온은 23~25℃, 연평균 강수량은 1500mm이다.

## 역사
강산 구의 옛 이름은 간진림(竿蓁林)이며 옛날에 모초간(茅草竿)이 군생한 것에서 명명되었다. 또 전승에 강희 연간에 한 명의 노인이 아궁뎬 계의 논두렁에 가게를 세워 잡화를 팔고 여행자에게 식사나 숙박을 제공하였다. 그 가게를 중심으로 취락이 형성되었다고 하여 아궁뎬(阿公店)으로도 불리게 되었다.
1920년의 타이완 지방 제도 개편 때 부근의 다강 산, 샤오강 산을 지표로 해 오카야마(岡山)로 개칭되었다. 당초에는 오카야마 장(岡山庄)으로서 다카오 주 오카야마 군의 관할이 되었지만 그 후 인구증가에 의해 오카야마 가(岡山街)로 승격했다. 일본군의 비행장이 설치되었기 때문에 태평양 전쟁 기간에는 미군의 공습을 받았다. 2차 대전 후에는 가오슝 현 강산 진으로 개편되어 현재에 이르고 있다.

## 교통
- 타이완 철로관리국 종관선
- 국도 1호선

## 같이 보기
- 가오슝시